# Wereldbeker skeleton 2017/2018
De wereldbeker skeleton 2017/2018 (officieel: BMW IBSF World Cup Bob & Skeleton 2017/2018) liep van 9 november 2017 tot en met 19 januari 2018. De competitie werd georganiseerd door de FIBT, gelijktijdig met de wereldbeker bobsleeën.
De competitie omvatte dit seizoen acht wedstrijden in de twee traditionele onderdelen in het skeleton, mannen en vrouwen individueel. De vijfde wereldbekerwedstrijd in Igls gold voor de Europese deelnemers tevens als het Europees kampioenschap.
De titels gingen dit seizoen naar Yun Sung-bin (Zuid-Korea, mannen) en Jacqueline Lölling (Duitsland, vrouwen).

## Wereldbeker punten
De eerste 30 in het dagklassement krijgen punten voor het wereldbekerklassement toegekend. De top 20 na de eerste run gaan verder naar de tweede run, de overige deelnemers krijgen hun punten toegekend op basis van hun klassering na de eerste run. De onderstaande tabel geeft de punten per plaats weer.
| Klassering = punten                          | Klassering = punten                           | Klassering = punten                               | Klassering = punten                          | Klassering = punten                          | Klassering = punten                          |
| -------------------------------------------- | --------------------------------------------- | ------------------------------------------------- | -------------------------------------------- | -------------------------------------------- | -------------------------------------------- |
| 1e = 225 2e = 210 3e = 200 4e = 192 5e = 184 | 6e = 176 7e = 168 8e = 160 9e = 152 10e = 144 | 11e = 136 12e = 128 13e = 120 14e = 112 15e = 104 | 16e = 96 17e = 88 18e = 80 19e = 74 20e = 68 | 21e = 62 22e = 56 23e = 50 24e = 45 25e = 40 | 26e = 36 27e = 32 28e = 28 29e = 24 30e = 20 |

## Mannen

### Uitslagen
| Datum      | Plaats       | Eerste         | Tweede              | Derde                |
| ---------- | ------------ | -------------- | ------------------- | -------------------- |
| 10/11/2017 | Lake Placid  | Martins Dukurs | Yun Sung-bin        | Aleksandr Tretjakov  |
| 18/11/2017 | Park City    | Yun Sung-bin   | Martins Dukurs      | Axel Jungk           |
| 25/11/2017 | Whistler     | Yun Sung-bin   | Nikita Tregoebov    | Tomass Dukurs        |
| 08/12/2017 | Winterberg   | Yun Sung-bin   | Martins Dukurs      | Dave Greszczyszyn    |
| 15/12/2017 | Igls         | Martins Dukurs | Yun Sung-bin        | Nikita Tregoebov     |
| 05/01/2018 | Altenberg    | Yun Sung-bin   | Aleksandr Tretjakov | Christopher Grotheer |
| 12/01/2018 | Sankt Moritz | Yun Sung-bin   | Axel Jungk          | Martins Dukurs       |
| 19/01/2018 | Königssee    | Axel Jungk     | Martins Dukurs      | Tomass Dukurs        |

### Eindstand
| #  | Piloot                | Land | Punten |
| -- | --------------------- | ---- | ------ |
| 1  | Yun Sung-bin          | KOR  | 1.545  |
| 2  | Axel Jungk            | GER  | 1.507  |
| 3  | Tomass Dukurs         | LAT  | 1.464  |
| 4  | Martins Dukurs        | LAT  | 1.440  |
| 5  | Nikita Tregoebov      | RUS  | 1.426  |
| 6  | Christopher Grotheer  | GER  | 1.408  |
| 7  | Alexander Gassner     | GER  | 1.232  |
| 8  | Matthew Antoine       | USA  | 1.184  |
| 9  | Aleksandr Tretjakov   | RUS  | 1.138  |
| 10 | Matthias Guggenberger | AUT  | 1.016  |
| 11 | Dave Greszczyszyn     | CAN  | 990    |
| 12 | Dominic Parsons       | GBR  | 956    |
| 13 | Kevin Boyer           | CAN  | 860    |
| 14 | Rhys Thornbury        | NZL  | 775    |
| 15 | Vladislav Martsjenkov | RUS  | 745    |

| #  | Piloot                    | Land | Punten |
| -- | ------------------------- | ---- | ------ |
| 16 | John Daly                 | USA  | 728    |
| 17 | Greg West                 | USA  | 622    |
| 18 | Hiroatsu Takahashi        | JPN  | 600    |
| 19 | Jerry Rice                | GBR  | 583    |
| 20 | Barrett Martineau         | CAN  | 578    |
| 21 | Ander Mirambell           | ESP  | 478    |
| 22 | Marcus Wyatt              | GBR  | 452    |
| 23 | Geng Wenqiang             | CHN  | 404    |
| 24 | Vladyslav Heraskevytsj    | UKR  | 404    |
| 25 | Kim Ji-soo                | KOR  | 400    |
| 26 | Alexander Henning Hanssen | NOR  | 344    |
| 27 | Ronald Auderset           | SUI  | 324    |
| 28 | John Farrow               | AUS  | 296    |
| 29 | Riet Graf                 | SUI  | 275    |
| 30 | Alexander Auer            | AUT  | 186    |

| #  | Piloot               | Land | Punten |
| -- | -------------------- | ---- | ------ |
| 31 | Lee Han-sin          | KOR  | 184    |
| 32 | Jack Thomas          | GBR  | 142    |
| 33 | Joseph Luke Cecchini | ITA  | 142    |
| 34 | Florian Auer         | AUT  | 137    |
| 35 | Pavel Koelikov       | RUS  | 128    |
| 36 | Nicholas Timmings    | AUS  | 120    |
| 37 | Katsuyuki Miyajima   | JPN  | 85     |
| 38 | Manuel Schwaerzer    | ITA  | 80     |
| 39 | Nathan Crumpton      | USA  | 74     |
| 40 | Kim Jun-hyeon        | KOR  | 56     |
| 41 | Yan Wengang          | CHN  | 52     |
| 42 | James Axel Brown     | GBR  | 36     |
| 43 | Dean Timmings        | AUS  | 32     |
| 44 | Patrick Rooney       | CAN  | 28     |

## Vrouwen

### Uitslagen
| Datum      | Plaats       | Eerste             | Tweede           | Derde              |
| ---------- | ------------ | ------------------ | ---------------- | ------------------ |
| 09/11/2017 | Lake Placid  | Janine Flock       | Elisabeth Vathje | Lizzy Yarnold      |
| 18/11/2017 | Park City    | Jelena Nikitina    | Tina Hermann     | Jacqueline Lölling |
| 24/11/2017 | Whistler     | Jacqueline Lölling | Jane Channell    | Tina Hermann       |
| 08/12/2017 | Winterberg   | Jacqueline Lölling | Elisabeth Vathje | Jelena Nikitina    |
| 15/12/2017 | Igls         | Jelena Nikitina    | Elisabeth Vathje | Mirela Rahneva     |
| 05/01/2018 | Altenberg    | Jacqueline Lölling | Tina Hermann     | Anna Fernstädt     |
| 12/01/2018 | Sankt Moritz | Janine Flock       | Tina Hermann     | Elisabeth Vathje   |
| 19/01/2018 | Königssee    | Jacqueline Lölling | Tina Hermann     | Janine Flock       |

### Eindstand
| #  | Piloot             | Land | Punten |
| -- | ------------------ | ---- | ------ |
| 1  | Jacqueline Lölling | GER  | 1.628  |
| 2  | Tina Hermann       | GER  | 1.504  |
| 3  | Elisabeth Vathje   | CAN  | 1.470  |
| 4  | Jelena Nikitina    | RUS  | 1.306  |
| 5  | Jane Channell      | CAN  | 1.274  |
| 6  | Janine Flock       | AUT  | 1.206  |
| 7  | Laura Deas         | GBR  | 1.186  |
| 8  | Mirela Rahneva     | CAN  | 1.168  |
| 9  | Lizzy Yarnold      | GBR  | 1.044  |
| 10 | Anna Fernstädt     | GER  | 1.008  |
| 11 | Lelde Priedulēna   | LAT  | 992    |
| 12 | Katie Uhlaender    | USA  | 968    |

| #  | Piloot              | Land | Punten |
| -- | ------------------- | ---- | ------ |
| 13 | Kim Meylemans       | BEL  | 960    |
| 14 | Kimberley Bos       | NED  | 905    |
| 15 | Kendall Wesenberg   | USA  | 826    |
| 16 | Marina Gilardoni    | SUI  | 822    |
| 17 | Joska Le Conté      | NED  | 768    |
| 18 | Jaclyn Narracott    | AUS  | 728    |
| 19 | Renata Choezina     | RUS  | 678    |
| 20 | Savannah Graybill   | USA  | 648    |
| 21 | Joelia Kanakina     | RUS  | 628    |
| 22 | Nozomi Komuro       | JPN  | 510    |
| 23 | Takako Oguchi       | JPN  | 508    |
| 24 | Maya Pedersen-Bieri | NOR  | 426    |

| #  | Piloot                | Land | Punten |
| -- | --------------------- | ---- | ------ |
| 25 | Maria Montejano       | ESP  | 289    |
| 26 | Maria Orlova          | RUS  | 288    |
| 27 | Madelaine Smith       | GBR  | 264    |
| 28 | Ashleigh Fay Pittaway | GBR  | 260    |
| 29 | Sophia Griebel        | GER  | 170    |
| 30 | Mun Ra-young          | KOR  | 154    |
| 31 | Katie Tannenbaum      | ISV  | 141    |
| 32 | Maria Marinela Mazilu | ROU  | 132    |
| 33 | Jeong Sophia          | KOR  | 114    |
| 34 | Anne O'Shea           | USA  | 80     |

1986/1987 · 
1987/1988 · 
1988/1989 · 
1989/1990 · 
1990/1991 · 
1991/1992 · 
1992/1993 · 
1993/1994 · 
1994/1995 · 
1995/1996 · 
1996/1997 · 
1997/1998 · 
1998/1999 · 
1999/2000 · 
2000/2001 · 
2001/2002 · 
2002/2003 · 
2003/2004 · 
2004/2005 · 
2005/2006 · 
2006/2007 · 
2007/2008 · 
2008/2009 ·
2009/2010 ·
2010/2011 ·
2011/2012 ·
2012/2013 ·
2013/2014 ·
2014/2015 ·
2015/2016 ·
2016/2017 ·
2017/2018 ·
2018/2019 ·
2019/2020 ·
2020/2021 ·
2021/2022 ·
2022/2023 ·
2023/2024 ·
2024/2025
Alpineskiën ·
Biatlon ·
Bobsleeën ·
Freestyleskiën ·
Langlaufen ·
Noordse combinatie ·
Rodelen ·
Schaatsen (junioren) ·
Schansspringen ·
Shorttrack ·
Skeleton ·
Snowboarden ·
Telemarken